# Baiso
Baiso is een gemeente in de Italiaanse provincie Reggio Emilia (regio Emilia-Romagna) en telt 3340 inwoners (31-12-2004). De oppervlakte bedraagt 75,3 km², de bevolkingsdichtheid is 43 inwoners per km².

## Buurtschappen
De volgende frazioni maken deel uit van de gemeente: Antignola, Borgo Visignolo, Ca' del Pino Basso, Ca' Dorio, Ca' Talami, Caliceto, Calita, Capagnano, Carano, Casale, Casella, Casino Levizzano, Casone Lucenta, Casone Marcuzzo, Cassinago, Castagneto, Castelvecchio, Corciolano, Debbia, Fontanella, Gambarelli, Gavia, Granata, Guilguella, Lugara, Lugo, Maestà, Magliatica Sopra, Montefaraone, Montipò, Muraglione, Osteria Vecchia, Paderna, Piola, Ponte Giorgella, Ponte Secchia, Riviera, Ronchi, San Cassiano Chiesa, San Romano Chiesa, Sasso Gattone, Teneggia, Torrazzo, Villa.

## Demografie
Baiso telt ongeveer 1320 huishoudens. Het aantal inwoners steeg in de periode 1991-2001 met 1,5% volgens cijfers uit de tienjaarlijkse volkstellingen van ISTAT.
| Jaar | Inwoneraantal |
| ---- | ------------- |
| 1991 | 3213          |
| 2001 | 3261          |

## Geografie
Baiso grenst aan de volgende gemeenten: Carpineti, Castellarano, Prignano sulla Secchia (MO), Toano, Viano.
Albinea · Bagnolo in Piano · Baiso · Bibbiano · Boretto · Brescello · Busana · Cadelbosco di Sopra · Campagnola Emilia · Campegine · Canossa · Carpineti · Casalgrande · Casina · Castellarano · Castelnovo di Sotto · Castelnovo ne' Monti · Cavriago · Collagna · Correggio · Fabbrico · Gattatico · Gualtieri · Guastalla · Ligonchio · Luzzara · Montecchio Emilia · Novellara · Poviglio · Quattro Castella · Ramiseto · Reggio Emilia  · Reggiolo · Rio Saliceto · Rolo · Rubiera · San Martino in Rio · San Polo d'Enza · Sant'Ilario d'Enza · Scandiano · Toano · Ventasso · Vetto · Vezzano sul Crostolo · Viano · Villa Minozzo
1. ↑  https://demo.istat.it/?l=it.